# Socket F+
Socket F+（通常又稱Socket Fr2）是AMD的伺服器處理器插座，供基於45納米的K10/K10.5微架構的AMD Opteron處理器使用，是Socket F的升級版。
Socket F+與Socket F最大的不同在於支援的HyperTransport總線版本的差別，Socket F支援運作時鐘頻率在1.0GHz的HyperTransport 2.0，而Socket F+最高支援運作時鐘頻率在2.6GHz的HyperTransport 3.0總線並且可以與使用HyperTransport 1.0和2.0的處理器相容。
除使用於伺服器平台之外，AMD曾推出過使用2顆採用Socket F+腳位的AMD Athlon 64 FX-70處理器的4X4平台。